# Villa Medicea della Topaia
La villa La Topaia est une villa médicéenne qui se situe à Castello, entre Florence et Sesto Fiorentino, près de la villa Medicea di Castello et la villa Medicea La Petraia, et utilisée comme pavillon de chasse dans l'immense parc entre ces deux villas principales.
Précédente propriété rustique de Cosme Ier de Médicis, datant de 1500, le grand-duc en avait concédé l'usage aux deux écrivains Scipione Ammirato et Benedetto Varchi, qui y écrivirent le Storie fiorentine, et le nom de la villa n'étant pas connu, ils le mutèrent en Cosmiana, en l'honneur de leur mécène.
À l'époque de  Cosme III de Médicis, la villa, de fonction forestière, se transforma  en pavillon de chasse et de villégiature durant ses visites aux domaines de Castello et de La Petraia. Le grand-duc, passionné de sciences naturelles fit réaliser un jardin botanique, avec l'énumération des variétés cultivées, considéré commela réunion de « tutte le sorti di frutte, d'agrumi, d'uve e di fiori che finora si sono potute trovare, sì di naturali, come anche di stravaganti e bizzarri aborti della natura ». Selon le goût de l'époque, il est typiquement baroque. Le peintre Bartolomeo Bimbi en fit des planches de toutes les variétés de plantes. Cosme III transporta dans le pavillon une partie des œuvres d'Andrea Scacciati, peintre de la grande-duchesse Vittoria della Rovere dont il hérita. Douze bouquets de Scacciati sont conservés aujourd'hui dans les galeries florentines.
La loggietta centrale sur la façade date de cette période, décorée de baies serliennes (« a serliana »), comme la petite grotte qui introduit au niveau supérieur du jardin.
Au début de l'Ottocento, les Habsbourg-Lorraine, la divisa en deux parties, une pour l'usage de la cour grand-ducale et une pour la famille qui entretenait et gérait le domaine.
La maison de Savoie en hérita avec toutes les autres possessions, et Victor-Emmanuel III la céda à l'État italien en 1919, qui lui-même, l'a destinée ensuite à l'Opera nazionale combattenti, qui l'a revendue ensuite à des propriétaires privés, ce qui la rendu inaccessible au public depuis.

## Sources
- (it) Cet article est partiellement ou en totalité issu de l’article de Wikipédia en italien intitulé « Villa medicea della Topaia » (voir la liste des auteurs).